# Branko Grčić

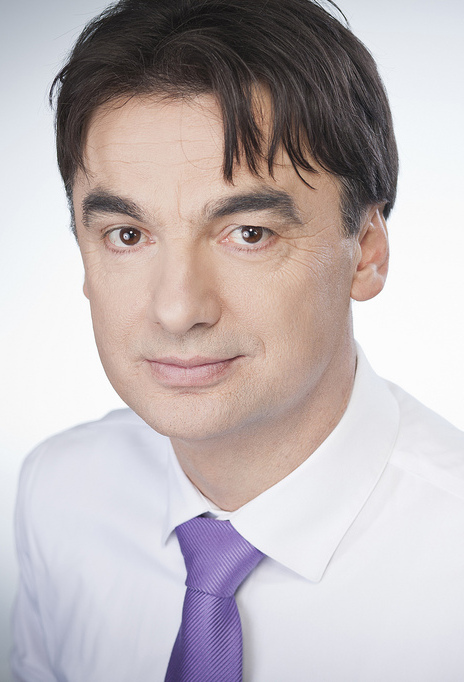
Branko Grčić (2011)

Branko Grčić (* 16. April 1964 in Knin, Jugoslawien) ist ein kroatischer Ökonom und Politiker (Sozialdemokratische Partei Kroatiens, SDP). Seit Dezember 2011 ist er Minister für Regionalentwicklung und EU-Fonds.

## Leben
Branko Grčić studierte Wirtschaftswissenschaften an der Universität Split und promovierte dort 1996. Seitdem lehrt er dort, inzwischen als ordentlicher Professor für allgemeine Ökonomie. 
Seit 1999 ist er Mitglied der SDP. Von 2008 bis 2011 war er Abgeordneter des kroatischen Parlaments. In dem seit Dezember 2011 amtierenden Kabinett von Zoran Milanović ist er Minister für Regionalentwicklung und EU-Fonds sowie einer von vier stellvertretenden Ministerpräsidenten.